# Wim van Veen
Wim van Veen (geboren 1949) is een Nederlands jurist en voormalig rechter.
Van Veen begon in 1974 aan als rechterlijk ambtenaar in opleiding (raio) bij de Rechtbank Rotterdam, waar hij vervolgens ook gerechtsauditeur en rechter-plaatsvervanger werd. In 1981 werd hij rechter bij de Rotterdamse rechtbank, waarna hij in 1985 als kantonrechter overstapte naar Delft. Hij blijf ruim tien jaar in Delft als kantonrechter (en daarnaast als rechter-plaatsvervanger in Rotterdam), totdat hij in 1996 terugkeerde naar de Rotterdamse rechtbank als vicepresident. In 2004 werd Van Veen benoemd tot president van de Rechtbank Utrecht, als opvolger van Harm Nanne Brouwer die lid van het college van procureurs-generaal was geworden. In 2007 maakte hij de overstap terug naar Rotterdam, eveneens als president van de rechtbank. Als president van de Rechtbank Utrecht werd hij opgevolgd door Herco Uniken Venema. Per 1 januari 2013 ging Van Veen met pensioen als rechter en president; hij werd opgevolgd door Robine de Lange-Tegelaar. Zijn pensioen viel samen met de herziening van de gerechtelijke kaart, waarbij de Rechtbank Rotterdam werd samengevoegd met de Rechtbank Dordrecht.